# Megaselia anterodorsalis
Megaselia anterodorsalis är en tvåvingeart som beskrevs av Borgmeier 1962. Megaselia anterodorsalis ingår i släktet Megaselia och familjen puckelflugor. Inga underarter finns listade i Catalogue of Life.